# وایسنباخ آملش
وایسنباخ آملش (به آلمانی: Weißenbach am Lech) یک منطقهٔ مسکونی در اتریش است که در ناحیه رویت واقع شده‌است. وایسنباخ آملش ۸۱٫۸ کیلومتر مربع مساحت دارد ۸۸۵ متر بالاتر از سطح دریا واقع شده‌است.